# D'yer Mak'er
Singles de Led Zeppelin
Over the Hills and Far Away
(1973) Trampled Under Foot
(1974)
Pistes de Houses of the Holy
Dancing Days
(5) No Quarter
(7)
D'yer Mak'er est une chanson du groupe Led Zeppelin, parue en 1973 sur l'album Houses of the Holy, ainsi qu'en single.
Le morceau, l'un des rares à être cosigné par les quatre membres du groupe, représente une excursion dans le genre reggae.
Le titre du morceau est un jeu de mots : selon l'accent adopté, D'yer Mak'er peut se prononcer comme « Jamaica » ou bien comme « Did you make her? (« Tu l'as obligée ? »).

## Classements

### Classements hebdomadaires
| Classement (1973–1974)         | Meilleure position |
| ------------------------------ | ------------------ |
| Canada (CHUM)                  | 7                  |
| Canada (RPM Top Singles)       | 24                 |
| États-Unis (Billboard Hot 100) | 20                 |
| États-Unis (Cash Box)          | 16                 |
| États-Unis (Record World)      | 15                 |
| Nouvelle-Zélande (RIANZ)       | 20                 |

| Classement (1991)             | Meilleure position |
| ----------------------------- | ------------------ |
| Pologne (Classements Singles) | 7                  |

### Classements annuels
| Classement (1974)     | Position |
| --------------------- | -------- |
| États-Unis (Cash Box) | 90       |